# Lijst van burgemeesters van De Bilt
Dit is een lijst van burgemeesters van de Nederlandse gemeente De Bilt in de provincie Utrecht.
| Ambtsperiode | Naam burgemeester                                         | Partij of stroming | Bijzonderheden                                           |
| ------------ | --------------------------------------------------------- | ------------------ | -------------------------------------------------------- |
| 1823 - 1844  | Pieter Anthony Muntendam                                  |                    | eerst schout                                             |
| 1844 - 1865  | Frederik Herman Spengler                                  |                    |                                                          |
| 1865 - 1867  | jhr.. Hendrik van den Bosch                               |                    |                                                          |
| 1867 - 1873  | mr. Carel Theodorus baron van den Boetzelaer              |                    |                                                          |
| 1873 - 1879  | mr. Willem Carel baron van Boetzelaer                     |                    |                                                          |
| 1879 - 1907  | jhr. mr. Daniël de Blocq van Haersma de With              |                    |                                                          |
| 1907 - 1927  | Hendrik Philip Jacob baron van Heemstra                   |                    | was burgemeester van Harmelen                            |
| 1927 - 1943  | Henrik Paulus baron van der Borch tot Verwolde van Vorden |                    |                                                          |
| 1943 - 1945  | Cornelis van Ravenswaay                                   | NSB                | waarnemend burgemeester, tevens burgemeester van Utrecht |
| 1945 - 1952  | Henrik Paulus baron van der Borch tot Verwolde van Vorden |                    |                                                          |
| 1952 - 1971  | mr. Kaeso Fabius                                          |                    | was burgemeester van Wisch                               |
| 1971 - 1976  | mr. Abraham (A.A.J.) Goldberg                             | VVD                | was burgemeester van Wisch                               |
| 1977 - 1990  | mr. Albertus (A.) baron van Harinxma thoe Slooten         | VVD                | was burgemeester van Doorn                               |
| 1991 - 2007  | mr. Alexander Tchernoff                                   | VVD                | was burgemeester van Eelde                               |
| 2007 - 2016  | Arjen Gerritsen                                           | VVD                | was burgemeester van Haren                               |
| 2016 - 2017  | mr. drs. Bas Verkerk                                      | VVD                | waarnemend, was burgemeester van Delft                   |
| 2017 - 2024  | mr. Sjoerd Potters                                        | VVD                | was Tweede Kamerlid                                      |
| 2024 - 2025  | Marcel Fränzel MSc.                                       | D66                | waarnemend, was waarnemend burgemeester van Middelburg   |
| 2025 - heden | Maarten Haverkamp                                         | CDA                | [ 5 ]                                                    |